# Hsieh Su-wei
Hsieh Su-Wei (în chineză: 謝淑薇; pinyin: Xiè Shúwéi (Taiwan); n. 4 ianuarie 1986, Kaohsiung, Taiwan) este o jucătoare de tenis profesionist din Taiwan. Fost număr 1 mondial la dublu, cu nouă titluri de Grand Slam, este considerată una dintre cele mai de succes și versatile jucătoare de dublu din istorie. De asemenea, a ajuns pe locul 23 mondial la simplu și este cea mai bine clasată jucătoare taiwaneză din istorie atât la simplu, cât și la dublu. Este cunoscută pentru jocul cu două mâini pe ambele părți, loviturile de fond plate și rapide, voleurile agresive și varietatea neortodoxă de lovituri.
La 25 februarie 2013, Hsieh a ajuns pe locul 23 în clasamentul de simplu, cel mai bun din carieră. La 12 mai 2014, ea a ajuns pe locul 1 în clasamentul de dublu. A petrecut un total de 59 de săptămâni în fruntea clasamentului la dublu, cea mai lungă perioadă a unei jucătoare de tenis din Asia de Est și a doua cea mai lungă perioadă a unei jucătoare asiatice, după cele 91 de săptămâni ale Saniei Mirza.
Hsieh a câștigat trei titluri la simplu, 35 la dublu și două la dublu mixt în circuitul WTA, un titlu WTA 125 la dublu, 27 la simplu și 23 la dublu în circuitul ITF, șapte medalii la Jocurile Asiatice (două de aur, trei de argint și două de bronz) și o medalie de aur și una de bronz la Universiada de vară din 2005. Ea a acumulat peste 11 milioane de dolari în premii.
Ea a câștigat șapte titluri de Grand Slam la dublu feminin: Wimbledon 2013 și Openul Franței 2014 cu Peng Shuai, Wimbledon 2019 și 2023 cu Barbora Strýcová, Wimbledon 2021 și Openul Australian 2024 cu Elise Mertens, și Openul Franței 2023 cu Wang Xinyu. Hsieh a câștigat și două titluri de Grand Slam la dublu mixt, câștigând Australian Open 2024 și Wimbledon 2024 cu Jan Zieliński. A ajuns în sferturile de finală la dublu la Jocurile Olimpice de la Londra din 2012, împreună cu compatrioata sa Chuang Chia-jung.